# Лазар Лазаров (икономист)
Лазар Лазаров е български икономист и политик.

## Биография
Лазар Лазаров е роден на 18 март 1970 г. в София.
Магистър е по икономика от УНСС. Завършил е и курс по "Мониторинг и оценка на социални програми и проекти по методологията на Международната организация на труда".
От 1995 г. последователно заема консултантски, експертни и управленски позиции в Агенцията по заетостта, Българската стопанска камара, Икономическия и социален съвет, Народното събрание, Министерството на труда и социалната политика и Фонд "Условия на труд".
Бил е съветник на министъра на труда и социалната политика от август 2005 до ноември 2007 г., а от ноември 2007 г. до юли 2009 г. е заместник-министър на труда и социалната политика. Между август 2009 г. и юни 2013 г. е бил главен експертен сътрудник към Комисията по труда и социалната политика в Народното събрание. В периодите юни 2013 - август 2014 г., ноември 2014 г. - май 2016 г., февруари 2017 г.- май 2017 г., както и от края на септември 2017 г. досега Лазар Лазаров е заместник-министър на труда и социалната политика. От 2 август 2022 г. до 6 юни 2023 г. е служебен вицепремиер и министър на труда и социалната политика в правителството на Гълъб Донев.
Председателствал е редица тристранни органи за социален диалог в областта на пазара на труда, трудовата миграция и трудовата мобилност, политиките за хората с увреждания, равните възможности на мъжете и жените.